# Château de Bagnolet (Paris)
O Château de Bagnolet foi um castelo situado no subúrbio parisiense de Bagnolet, França, a 5.2 km do centro da capital. 

## História
O castelo original foi erguido no século XVII por Marie de Bourbon, condessa de Soissons e princesa de Carignano depois de seu casamento com o príncipe Thomas Francis de Savoy.